# The Hegewisch Times
The Hegewisch Times, souvent abrégé en THT, est un journal bimensuel fondé en 2007 et distribué gratuitement à Hegewisch, un secteur de la ville de Chicago aux États-Unis. Il dessert l'information locale dans plusieurs secteurs du South Side de Chicago, dont les secteurs situés autour de Hegewisch et du lac Calumet (East Side, South Deering, South Chicago et Calumet Heights). 
Présenté sous format tabloïd, les principaux thèmes abordés par le journal concernent principalement la vie de quartier mais aussi la politique et l'économie. Un dérivé appelé The Hegewisch Times Business collecte des informations concernant l'économie dans les secteurs de la région de Calumet.